# Diòcesi de Dénia
La diòcesi de Dénia o bisbat de Dénia va ser una jurisdicció eclesiàstica amb seu a Dénia. Actualment existeix com a diòcesi titular.
Segurament la diòcesi de Dénia es creà durant època romana dins la província Cartaginense, però només hi ha bisbes documentats durant el segle VII.
En el segle xi, el rei musulmà de Dénia posà els cristians de la zona sota la jurisdicció eclesiàstica de Gislabert, bisbe de Barcelona.